# Милтон (Ајова)
Милтон (енгл. Milton) град је у америчкој савезној држави Ајова. По попису становништва из 2010. у њему је живело 443 становника.

## Демографија
Према попису становништва из 2010. у граду је живело 443 становника, што је -107 (-19.5%) становника више него 2000. године.
| Група             | 2000.       | 2010.       |
| Белци             | 525 (95,5%) | 422 (95,3%) |
| Афроамериканци    | 1 (0,2%)    | 1 (0,2%)    |
| Азијати           | 0 (0,0%)    | 1 (0,2%)    |
| Хиспаноамериканци | 12 (2,2%)   | 13 (2,9%)   |
| Укупно            | 550         | 443         |